# 小中野 (八戸市)
小中野（こなかの）は青森県八戸市の町丁。郵便番号は031-0802。人口は6,142人、世帯数は3,309世帯（2020年4月30日現在）。現行行政地名は小中野一丁目から小中野八丁目。全域で住居表示を実施している。旧陸奥国三戸郡小中野村および類家村の各一部、青森県三戸郡小中野町および八戸町大字類家の各一部、青森県八戸市大字小中野町および大字類家の各一部。

## 地理
八戸市の中央部に位置し、北に江陽 (八戸市)、南に青葉、諏訪、西に柏崎、東に新井田川、湊町に面している。鉄道の駅はJR八戸線の小中野駅が最寄駅である。

## 世帯数と人口
2020年（令和2年）4月30日現在の世帯数と人口は以下の通りである。
| 丁目         | 世帯      | 人口    |
| ------------ | --------- | ------- |
| 小中野一丁目 | 221世帯   | 307人   |
| 小中野二丁目 | 337世帯   | 608人   |
| 小中野三丁目 | 506世帯   | 998人   |
| 小中野四丁目 | 447世帯   | 838人   |
| 小中野五丁目 | 460世帯   | 855人   |
| 小中野六丁目 | 472世帯   | 898人   |
| 小中野七丁目 | 347世帯   | 684人   |
| 小中野八丁目 | 519世帯   | 954人   |
| 計           | 3,309世帯 | 6,142人 |

## 歴史

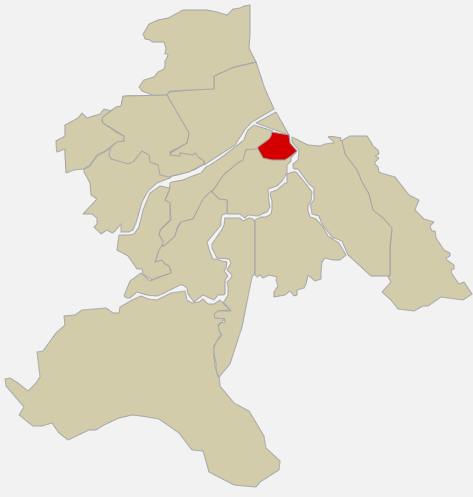
1929年の三戸郡小中野町時代の行政区

小中野という地名はもともと小中野村からきている。現在の小中野地区は、新堀と呼ばれていた。その名残が小中野八丁目にある新堀公園である。
- 1706年（宝永3年） 白子権兵衛が新堀川を改修し、船入り場を整備する
- 1772年（安永元年） 新堀川が洪水により埋没したため付替工事を実施する
- 1875年（明治8年） 湊小学（現在の八戸市立小中野小学校が開校）
- 1894年（明治27年） 八戸線が湊駅(現在廃止）まで開業。物流拠点になる。
- 1925年（大正14年） 6月27日、小中野大火が発生、小中野町から出火して北横町や新丁など400戸焼失。
- 1929年（昭和4年） 小中野町が市制施行で八戸市に含まれる。
- 1947年（昭和22年） 八戸市立小中野中学校が開校。[7]
- 1969年（昭和44年） 公害問題が発生。小中野ぜんそく、新井田川の汚染が問題になる。

### 小字一覧
- 現在は全て消滅している。
- 1962年に消滅した小字は背景色    、1978年に消滅した小字は    で示す。
- 括弧内に読みを示す。

| 小字                     | 小字                       |
| ------------------------ | -------------------------- |
| 諏訪(すわ)               | 中道(なかみち)             |
| 中道(なかみち)           | 諏訪河原(すわかわら)       |
| 南横丁(みなみよこちょう) | 北横町(きたよこちょう)     |
| 新丁(しんちょう)         | 新堀(しんぼり)             |
| 左比代(さびしろ)         | 上左比代(かみさびしろ)     |
| 諏訪道(すわみち)         | 中条(なかじょう)           |
| 上四ツ谷(かみよつや)     | 下四ツ谷(しもよつや)       |
| 正部田(しょうぶた)       | 森ノ奥(もりのおく)         |
| 熊ノ林(くまのばやし)     | 折本(おりもと)             |
| 下中北(しもなかきた)     | 上中北(かみなかきた)       |
| 沼向(ぬまむかい)         | 沼淵(ぬまぶち)             |
| 赤沼(あかぬま)           | 赤沼新田(あかぬましんでん) |
| 場尻(ばじり)             | 下河原(しもかわら)         |
| 谷地ノ上(やちのうえ)     | 蟇館(がまだて)             |
| 新川口(しんかわぐち)     | 沖ノ野(おきのの)           |
| 細谷地(ほそやち)         | 忍谷地(しのびやち)         |
| 田端(たばた)             | 大小中野(おおこなかの)     |
| 中小中野(なかこなかの)   | 谷地頭(やちがしら)         |
| 沼ノ上(ぬまのうえ)       | 高田(たかだ)               |
| 張場(はりば)             | 畑福(はたふく)             |
| 影前田(かげまえだ)       | 雨堤(あめつつみ)           |
| 鶴寄(つるよせ)           | 妻ノ神(さいのかみ)         |
| 嘉七橋(かしちばし)       |                            |

### 町名の変遷
- 1868年（明治元年） - 新丁を中心とする新井田川河口左岸一帯が湊村より編入。[9]
- 1889年（明治22年）4月1日 - 町村制施行により旧来の小中野村が村制施行し、三戸郡小中野村が発足。単独村制により大字が存在しなかったため、三戸郡小中野村字〇〇となる。
- 1924年（大正13年）11月10日 - 町制施行に伴い三戸郡小中野町字○○となる。
- 1929年（昭和4年）5月1日 - 同郡八戸町、湊町、鮫村と合併し八戸市を新設。八戸市大字小中野町字○○となる。
- 1940年（昭和15年）5月2日 - 工業地帯地区、現在の江陽において青森県によって工業地帯造成目的で土地区画整理事業計画が決定される。
- 1962年（昭和37年）5月5日 - 先述の土地区画整理事業の換地処分公告により町名新設。尚、便宜上大字小中野町から変更となった以外の部分についても記述する。
- 1975年（昭和50年）11月1日 - 小中野北一～五丁目に住居表示を施行。若干の区域変更と小中野北の町名を江陽と改名。
- 1976年（昭和51年）9月1日 - 住居表示により類家、青葉、諏訪の各町名を設置。大字小中野町は諏訪一丁目にのみ吸収された。
- 1978年（昭和53年）2月1日 - 住居表示により柏崎、小中野の各町名を設置。これにより大字小中野町は消滅した。尚、便宜上大字小中野町から変更となった以外の部分についても記述する。

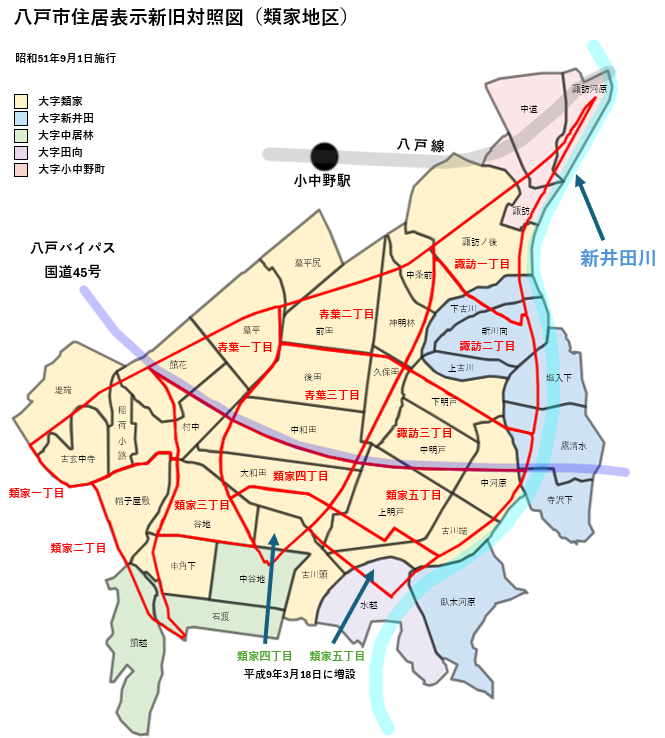
八戸市類家地区での住居表示における新旧対照図。

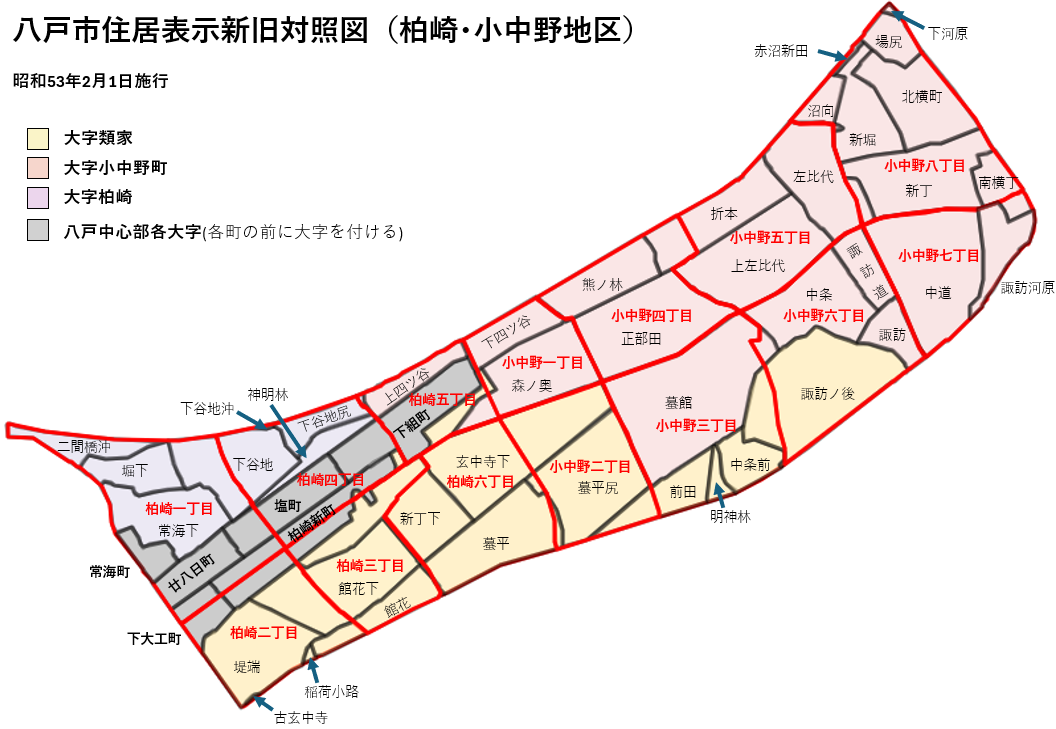
八戸市柏崎･小中野地区での住居表示における新旧対照図。

| 実施後         | 実施年月日   | 実施前の大字                               | 実施前の小字（太文字は字の全部、それ以外は字の一部）                                                                             |
| -------------- | ------------ | ------------------------------------------ | --- |
| 城下一丁目     | 1962年5月5日 | 柏崎                                       | 宇和田、二間橋沖、堀下、下谷地沖、下谷地、上鶴寄                                                                                 |
| 城下二丁目     | 1962年5月5日 | 沼館                                       | 上沼田、編笠 |
| 城下二丁目     | 1962年5月5日 | 売市                                       | 上編笠、滝、滝河原 |
| 城下三丁目     | 1962年5月5日 | 売市                                       | 上編笠、滝、滝河原 |
| 沼館           | 1962年5月5日 | 滝河原、沼向、下沼田、堺田、編笠、甚兵衛田 | |
| 城下四丁目     | 1962年5月5日 | 小中野町                                   | 畑福 |
| 城下四丁目     | 1962年5月5日 | 柏崎                                       | 上鶴寄、川苗代、下間谷地、上間谷地、堀子田、二間橋下、谷地田、沖中、鷹田、下鷹田、別当谷地                                       |
| 沼館一丁目     | 1962年5月5日 | 柏崎                                       | 谷地田、沖中、鷹田、下鷹田、別当谷地                                                                                             |
| 沼館一丁目     | 1962年5月5日 | 沼館                                       | 油田、伊五郎田、上高田、巣喰 |
| 沼館一丁目     | 1962年5月5日 | 小中野町                                   | 高田、張場、畑福、大小中野 |
| 沼館二丁目     | 1962年5月5日 | 売市                                       | 滝河原 |
| 沼館二丁目     | 1962年5月5日 | 沼館                                       | 甚兵衛田、堺田、下沼田、滝河原、明神前、大道、中西、稲垣田、豆田、鎌草、殿達田、久保田、高畠、沼館、伝内、伊五郎田、村ノ後、松六 |
| 沼館三丁目     | 1962年5月5日 | 沼館                                       | 久保田、高畠、沼館、村ノ後、松六、角地、船場通、浜梨子河原                                                                       |
| 沼館四丁目     | 1962年5月5日 | 沼館                                       | 鴨鴫、巣喰、伝内、松六、七ツ畦、竹原、向河原、淀、大須賀、浜梨子河原                                                             |
| 沼館四丁目     | 1962年5月5日 | 小中野町                                   | 沼ノ上、高田 |
| 小中野北一丁目 | 1962年5月5日 | 柏崎                                       | 下谷地尻 |
| 小中野北一丁目 | 1962年5月5日 | 小中野町                                   | 熊ノ林、下四ツ谷、影前田、雨堤、上四ツ谷、鶴寄、中小中野、上中北                                                                 |
| 小中野北二丁目 | 1962年5月5日 | 小中野町                                   | 鶴寄、影前田、畑福、大小中野、高田、沼ノ上、谷地頭、嘉七橋、田端、細谷地、忍谷地、中小中野                                       |
| 小中野北三丁目 | 1962年5月5日 | 小中野町                                   | 沼ノ上、谷地頭、嘉七橋、妻ノ神、沼淵、沖ノ野、新川口、中通、谷地ノ上、細谷地                                                     |
| 小中野北三丁目 | 1962年5月5日 | 沼館                                       | 鴨鴫 |
| 小中野北四丁目 | 1962年5月5日 | 小中野町                                   | 新川口、下河原、赤沼、赤沼新田、場尻、沼向、細谷地、谷地ノ上、中通                                                               |
| 小中野北五丁目 | 1962年5月5日 | 小中野町                                   | 左比代、折本、熊ノ林、上中北、下中北、忍谷地、細谷地                                                                             |

| 実施後     | 実施年月日    | 実施前の町･字名（太文字は全部、それ以外は一部） |
| ---------- | ------------- | ----------------------------------------------- |
| 江陽一丁目 | 1975年11月1日 | 小中野北一丁目                                  |
| 江陽二丁目 | 1975年11月1日 | 小中野北二丁目                                  |
| 江陽三丁目 | 1975年11月1日 | 小中野北三丁目                                  |
| 江陽四丁目 | 1975年11月1日 | 小中野北四丁目、大字小中野町字下河原            |
| 江陽五丁目 | 1975年11月1日 | 小中野北五丁目                                  |

| 実施後     | 実施年月日   | 実施前の字名（各字ともその一部）                                                   |
| ---------- | ------------ | ---------------------------------------------------------------------------------- |
| 諏訪一丁目 | 1976年9月1日 | 大字小中野町字諏訪、中道、諏訪河原、大字類家字諏訪ノ後、大字新井田字下古川、新川向 |

| 実施後       | 実施年月日   | 実施前の字名（太文字は字の全部、それ以外は字の一部）                                                             |
| ------------ | ------------ | --- |
| 柏崎一丁目   | 1978年2月1日 | 内丸、大字廿八日町、大字柏崎新町、大字塩町、大字下大工町、大字常海町、大字柏崎字堀下、二間橋下、常海下、下谷地   |
| 柏崎二丁目   | 1978年2月1日 | 大字下大工町、大字柏崎新町、大字類家字古玄中寺、稲荷小路、堤端、館花下、館花                                     |
| 柏崎三丁目   | 1978年2月1日 | 大字柏崎新町、大字類家字新丁下、館花下、館花                                                                     |
| 柏崎四丁目   | 1978年2月1日 | 大字柏崎新町、大字塩町、大字下組町、大字柏崎字下谷地沖、明神林、下谷地、下谷地尻、新丁下、大字小中野町字上四ツ谷 |
| 柏崎五丁目   | 1978年2月1日 | 大字下組町、大字柏崎字下谷地尻、大字小中野町字下谷地尻、上四ツ谷、下四ツ谷、森ノ奥、大字類家字玄中寺下           |
| 柏崎六丁目   | 1978年2月1日 | 大字類家字館花、蟇平、新丁下、玄中寺下、蟇平尻                                                                   |
| 小中野一丁目 | 1978年2月1日 | 大字類家字玄中寺下、大字小中野町字下四ツ谷、森ノ奥、正部田、熊ノ林                                               |
| 小中野二丁目 | 1978年2月1日 | 大字類家字玄中寺下、蟇平尻、蟇平、前田                                                                           |
| 小中野三丁目 | 1978年2月1日 | 大字類家字前田、神明林、中条前、諏訪ノ後、大字小中野町字蟇館、正部田                                             |
| 小中野四丁目 | 1978年2月1日 | 大字小中野町字正部田、熊ノ林、折本、森ノ奥                                                                       |
| 小中野五丁目 | 1978年2月1日 | 大字小中野町字上左比代、折本、左比代、諏訪道、新丁、中条                                                         |
| 小中野六丁目 | 1978年2月1日 | 大字類家字諏訪ノ後、中条前、大字小中野町字中条、諏訪道、諏訪、蟇館、中道                                         |
| 小中野七丁目 | 1978年2月1日 | 大字小中野町字中道、諏訪河原、南横丁                                                                             |
| 小中野八丁目 | 1978年2月1日 | 大字小中野町字新堀、沼向、赤沼新田、北横町、南横丁、新丁、左比代、場尻、下河原、諏訪河原、中道                   |

## 教育
- 八戸市立小中野小学校
- 八戸市立小中野中学校